# Borgo Lares
Borgo Lares è un comune italiano di 732 abitanti della provincia autonoma di Trento in Trentino-Alto Adige.
Il comune sparso è stato istituito il 1º gennaio 2016 per fusione dei territori di Bolbeno e Zuclo; quest'ultimo ospita la sede comunale.

## Monumenti e luoghi di interesse
- Chiesa di San Zeno nella frazione di Bolbeno
- Chiesa di San Martino nella frazione di Zuclo

## Società

### Evoluzione demografica
Abitanti censiti
dimx = 488

## Amministrazione
| Periodo           | Periodo           | Primo cittadino   | Partito      | Carica                    | Note        |
| ----------------- | ----------------- | ----------------- | ------------ | ------------------------- | ----------- |
| 1º gennaio 2016   | 9 maggio 2016     | Bruno Simoni      |              | Commissario straordinario | [ 5 ]       |
| 9 maggio 2016     | 21 settembre 2020 | Giorgio Marchetti | Lista civica | Sindaco                   | [ 6 ] [ 7 ] |
| 21 settembre 2020 | in carica         | Giorgio Marchetti | Lista civica | Sindaco                   |             |

## Sport
Nella frazione di Bolbeno, in località "Le Coste ", esiste la stazione sciistica più bassa d'Italia. La stazione, situata a soli 575 metri di quota, è nata negli anni sessanta e comprende un impianto di risalita fornito di "cannoni sparaneve" che garantiscono un buon innevamento artificiale della pista per tutta la stagione invernale.